# Eggersriet
Eggersriet (toponimo tedesco) è un comune svizzero di 2 475 abitanti del Canton San Gallo, nel distretto di San Gallo.

## Geografia fisica
Il territorio di Eggersriet si estende sul versante meridionale del monte Rorschacherberg ed è attraversato dal fiume Goldach.

## Storia
Il comune politico di Eggersriet è stato istituito nel 1827 per scorporo da quello di Untereggen; nel 1850 la proposta di separazione della frazione di Grub fu respinta dal governo cantonale.

## Monumenti e luoghi d'interesse
- Chiesa parrocchiale cattolica di Sant'Anna, ampliata nel 1654, ricostruita nel 1738 e nuovamente ampliata nel 1812[3].

## Società

### Evoluzione demografica
L'evoluzione demografica è riportata nella seguente tabella:
Abitanti censiti

## Geografia antropica

### Frazioni
Le frazioni di Eggersriet sono:
- Dorf
- Egg in Eggersriet
- Grub[5]
  - Büel
  - Fürschwendi
  - Underbilchen
- Wisen

## Economia
Eggersriet è un comune prevalentemente residenziale, con rilevante pendolarismo in uscita soprattutto verso San Gallo.

## Infrastrutture e trasporti
Eggersriet è attraversato dalla strada principale 445.